# Henrik Alfred Wahlforss

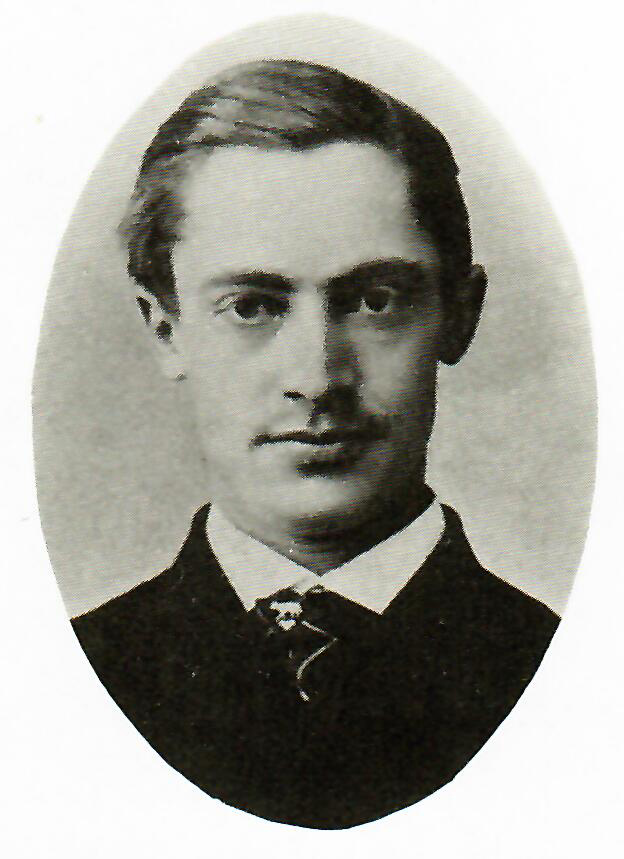
Henrik Alfred Wahlforss.

Henrik Alfred Wahlforss, född 8 april 1839 i Kristinestad, död 28 mars 1899 i Helsingfors, var en finländsk kemist. Han var far till Wilhelm Wahlforss.
Wahlforss, som var son till köpman Erik Wahlforss och Susanna Maria Holmudd, blev student vid Vasa gymnasium, inskrevs vid Helsingfors universitet 1857, blev fysisk-matematisk kandidat 1861, filosofie magister 1869 och filosofie licentiat 1878. Han var docent i kemi vid universitetet 1868–1891, bergsingenjör i Bergsstyrelsen 1872–1874 och lärare i kemi vid Polytekniska skolan/institutet i Helsingfors 1874–1898. Han tilldelades professors titel 1889.